# Doonhill Homestead

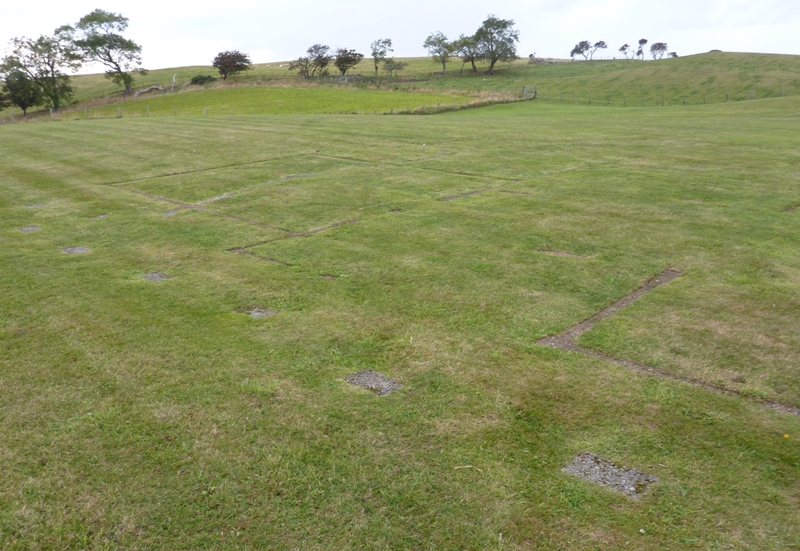
De plaats van de houten hallen, gemarkeerd met beton.

De Doonhill Homestead, ook het Doon Hill Dark Age Settlement genoemd, is een archeologische opgraving van een zesde- en zevende-eeuwse nederzetting, gelegen 3,2 kilometer ten zuiden van Dunbar in de Schotse regio East Lothian.

## Beschrijving
De Doonhill Homestead werd ontdekt dankzij luchtfotografie en werd onderzocht door archeoloog Brian Hope Taylor in de periode 1964-1966.
De Doonhill Homestead was geheel opgebouwd van hout. Er werden gaten gevonden waarin houten palen hadden gestaan, sommige in rijen. Op de plaats van de houten structuren is in de twintigste eeuw beton gestort om de uitlijning van deze gebouwen aan te geven.
De Doonhill Homestead is in drie afzonderlijke perioden in gebruik geweest.

### Begraafplaats
In de vroegste periode werd Doonhill gebruikt als begraafplaats voor gecremeerde personen. Aan de noordzijde van het plateau bevond zich een vierkante structuur, die een relatie had met deze begraafplaats. Wellicht stond daar een tempel.

### Lokale heerser
Rond 550-600 werd een houten hal met een palissade gebouwd op Doonhill. Deze hal was min of meer rechthoekig en was 23 meter lang met een deur in het midden van elk van de lange wanden. De hal was in de lengte verdeeld in drie kamers. Deze hal stond er voor zo'n vijftig tot honderd jaar en verbrandde vervolgens.

### Angelsaksische periode
De Angelsaksen trokken uit Northumberland naar Schotland met als hoogtepunt van deze invasie de belegering van Edinburgh in 638. In deze periode werd op de plaats van de eerste hal een nieuwe hal gebouwd, die iets kleiner van opzet was. De nieuwe hal had aan de westzijde een kleiner aanbouwsel. Deze indeling lijkt veel op de indeling van een hal gevonden in Yeavering in Northumberland, in een Angelsaksisch paleis dat in verband wordt gebracht met koning Oswald van Northumbria. Dit leidt tot de aanname dat deze hal is gebouwd door een Angelsaksische heer.
Ook de palissade werd in deze periode vernieuwd. De indeling van de ingangen door de palissade werden hierbij veranderd. Buiten de palissade zijn een aantal graven gevonden die uit deze periode stammen.

## Beheer
De Doonhill Homestead wordt beheerd door Historic Environment Scotland.